# Jean-Michel Thibaux
Pour les articles homonymes, voir Thibaux.
Jean-Michel Thibaux, né le 18 avril 1949 à Toulon, et mort le 16 mars 2015 à Marseille est un écrivain franco-turc.

## Biographie
Il entre comme apprenti dans la Marine nationale (promotion Gymnote) à l’âge de 14 ans, il devient artificier démineur à 18 ans. En 1978, il entre au Ministère de la Défense. En 1983, il démissionne à la publication de son premier roman, Les Âmes brûlantes et se met à vivre de sa plume.
Il publie de nombreux livres, est traduit en treize langues et lu dans une trentaine de pays. Son plus gros succès demeure Le Secret de l’abbé Saunière, vendu à plus deux millions d'exemplaires à travers le monde[réf. nécessaire].
En octobre 2006, afin de protester contre le projet de loi criminalisant la négation du génocide arménien, il demande la nationalité turque. Quelques mois plus tard, le gouvernement turc accède à sa demande en le faisant citoyen d'honneur sous le nom d'Atakan Turk.
Il meurt à l'âge de 65 ans.

## Ouvrages publiés
- Les Âmes brûlantes, Éditions O.Orban, 1983.
- Les Cités barbares, Éditions O.Orban, 1984.
- Programme MZ, Éditions J-C Lattès, 1985.
- Les Tentations de l'abbé Saunières, Éditions O.Orban, 1986.
- L'Or du diable, Éditions O.Orban, 1987.
- Le Bal des banquiers, Édition R.Laffont, 1988.
- Psywar, Éditions O.Orban, 1989.
- La Cantatrice, Éditions O.Orban, 1990.
- Les 7 esprits de la révolte, Éditions no 1, 1992.
- L'Enfant qui venait du froid, Éditions Presses de la Cité, 1993. (coécrit avec Claude Veillot).
- Vercingétorix, Éditions Plon, 1994.
- La Bastide blanche, Éditions Presses de la Cité, 1995.
- Le Secret de Magali, Éditions Presses de la Cité, 1995.
- La Colère du mistral, Éditions Presses de la Cité, 1996.
- La Cour d’amour, Ramsay, 1996.
- La Fille de la garrigue, Éditions Presses de la Cité, 1997.
- Pour comprendre l’Égypte antique, Pocket, 1997.
- La Sainte-Baume au fil des eaux, Edisud, 1997.
- Les Maîtres du jeu, Ramsay, 1998 (coécrit avec Claude Veillot).
- Le Roman de Cléopâtre, Éditions Presses de la Cité, 1998.
- Provence inspirée, Edisud, 1998.
- Pour comprendre les celtes et les gaulois, Pocket, 1999.
- Le Mondial bleu, Autres temps, 1999.
- L'Homme qui habillait les mariés, Éditions Presses de la Cité, 1999.
- L'Effet mer, Conseil Général du Var, 2000.
- La Gasparine, Éditions Presses de la Cité, 2000.
- Pour comprendre la Rome antique, Pocket, 2001.
- L'Or des collines, Éditions Presses de la Cité, 2001. - rééd. 2013
- La Fille de Panama, Éditions Presses de la Cité, 2002.
- La Princesse de lumière :
  - L'Esclave de la porte, Anne Carrière, 2002.
  - La Sultane vénitienne, Anne Carrière, 2003.
- Tempête sur Panama, Éditions Presses de la Cité, 2003.
- Imperator, Éditions Plon, 2004.
- Le Chanteur de sérénades, Éditions Presses de la Cité, 2004.
- Le Secret de l'abbé Saunières, Éditions Plon, 2005.
- La Pyramide perdue, Éditions Presses de la Cité, 2005.
- La Pénitente, Éditions Presses de la Cité, 2005.
- L'Enfant du mistral, Éditions Presses de la Cité, 2006.
- Sous la griffe de Bouddha, Éditions Plon, 2006.
- La Cinquième courtisane, Éditions Presses de la Cité, 2007.
- La Dernière prophétie, Éditions Plon, 2008.
- La Danseuse sacrée, Éditions Presses de la Cité, 2008.
- L'Or du forgeron, Éditions Presses de la Cité, 2009.
- La Malédiction de l’Ankou, (écrit avec Jean-Pierre Paumier) :
  - Tome 1 : Les Terres désertées, Éditions Anne Carrière, 2010.
  - Tome 2 : Le Doigt du diable, Éditions Anne Carrière, 2010.
- Le Trésor de la Nore, Éditions Presses de la Cité, 2010 (coécrit avec Martine-Alix Coppier).
- L'Olivier du Diable, Calman-Levy, 2011
- La Fille du Templier, Éditions Presses de la Cité, 2011.
- L'Héritière de l'abbé Saunière coécrit avec Martine-Alix Coppier, éditions Presses de la Cité, 2012.
- Le Maître des bastides , éditions Calmann-levy, 2012.
- Le Templier du pape , éditions Presses de la cité, 2013.
- Le Rappel du tambour, éditions Calmann-levy, 2014.
- La Croisade des voleurs, éditions Presses de la cité, 2015.
- Le Maître des pyramides, éditions Calmann-levy, 2018.

## Audiovisuel/Adaptations
- L'Or du diable (Le Secret de l'abbé Saunière) 1986.
- La Bastide blanche (1997)

## Prix littéraires
- Prix de la ville de Sainte-Maxime en 1998.
- Prix de la ville de Bar-le-Duc en 2008.
- Prix international de la ville de Saragosse couronnant l’œuvre d’un écrivain en 2010.